# Fernandão
Pour le footballeur né en 1987, voir Fernandão (football, 1987).
Fernando Lúcio da Costa, dit Fernandão, est un footballeur puis entraîneur brésilien, né le 18 mars 1978 à Goiânia et mort le 7 juin 2014 à Aruanã.
Évoluant au poste d'attaquant, il commence sa carrière au Goiás EC puis joue pendant trois ans en France à Marseille et au Toulouse FC. De retour au Brésil, il rejoint le SC Internacional avec qui il remporte, en 2006, la Copa Libertadores et la Coupe du monde des clubs.
Il joue ensuite à l'Al Gharrafa Doha, de nouveau au Goiás EC avant de finir sa carrière au São Paulo FC. Il compte une sélection en équipe du Brésil.
Devenu entraîneur, il dirige en 2012 le SC Internacional puis devient commentateur sportif pour la chaine brésilienne Sport TV.

## Biographie
Formé à Goiás EC, le club de sa ville natale, il signe en faveur de l'Olympique de Marseille lors de l'été 2001 quelques jours après l'arrivée avortée de Mário Jardel. Sa première saison est compliquée pour lui comme pour l'équipe qui ne finit qu'à une modeste 9e place en championnat. Il n'inscrit que 3 buts en 26 matches et voit se succéder de nombreux entraîneurs sur le banc marseillais : José Anigo, Tomislav Ivic, Albert Emon ...
Lors de l'été 2002, Christophe Bouchet devient président de l'OM et Alain Perrin est nommé entraîneur. Il s'installe une certaine stabilité au club et Fernandão fait une bien meilleure saison. L'équipe finit troisième et le jeu de Fernandão a légèrement évolué puisqu'il joue plus bas sur le terrain.
Pour sa troisième saison au club, Fernandão perd sa place de titulaire et ne joue plus qu'épisodiquement. L'OM a en effet procédé à un large remaniement d'effectif avec l'argent récolté de la participation à la Ligue des champions. Au mercato d'hiver, Fernandão est prêté à Toulouse qui se bat pour ne pas descendre en Ligue 2. Il participe en tant que titulaire au maintien du club mais n'est pas conservé à la fin de la saison.
Il retourne donc au Brésil à l'été 2004 et plus précisément à l'Internacional. Il y connaît un grand succès en devenant le capitaine de cette équipe qui remporte le championnat du monde des clubs en 2006. Il est même récompensé de ses performances par une sélection en équipe du Brésil (match amical face au Guatemala en 2005).
Après quatre ans à l'Internacional, il joue dans le club qatari d'Al Gharrafa lors de la saison 2008-2009.
Au mois d'août 2009, il revient au Brésil dans son club formateur de Goiás EC.
En juillet 2012, il est nommé entraîneur du SC Internacional. En novembre 2012, à la suite des mauvais résultats du club, il est démis de ses fonctions.
Il meurt le 7 juin 2014 dans un accident d'hélicoptère à l'âge de 36 ans.

## Palmarès
- Champion de l'État de Goiás en 1996, 1997, 1998, 1999, 2000 avec Goiás EC.
- Coupe du Centre-Ouest Brésilien en 2000, 2001 avec Goiás EC.
- Champion de l'État du Rio Grande do Sul en 2005 avec SC Internacional.
- Vainqueur de la Copa Libertadores en 2006 avec SC Internacional en tant que capitaine (élu meilleur joueur de la finale contre São Paulo).
- Vainqueur de la Coupe du monde des clubs en 2006 avec SC Internacional en tant que capitaine.
- « Ballon d'argent brésilien » en 2006.
- Vainqueur de la Dubaï Cup en 2008.